# 243-тя піхотна дивізія (Третій Рейх)

Дислокація Вермахту перед початком вторгнення союзних військ. 243-тя дивізія — західне узбережжя півострову Котантен

243-тя піхотна дивізія (Третій Рейх) (нім. 243. Infanterie-Division) — піхотна дивізія Вермахту за часів Другої світової війни.

## Історія
243-тя піхотна дивізія сформована 9 липня 1943 року в 17-му військовому окрузі з видужуючих бійців 387-ї піхотної дивізії. За станом на 1 травня 1944 року дивізія нараховувала 11 529 чоловік. 243-й дивізії було наказано захищати в разі висадки союзників західне узбережжя півострову Котантен (хоча отримала оцінку «Kampfwert V», або непридатних для бойових дій). В червні 1944 — в боях в Нормандії (з важкими втратами). Залишки билися як штурмова бойова група поки дивізія була формально розпущена 12 вересня 1944 року.

## Склад дивізії
- Штаб
- 920-й гренадерський полк (оберст Бернхард Клосткемпер)
- 921-й гренадерський полк (оберст-лейтенант Яків Симон)
- 922-й гренадерський полк (оберст-лейтенант Франц Мюллер)
- 243-й артилерійський полк (оберст Едуард Хельвіг)
- 561-й батальйон «Ост»
- 206-й танковий батальйон (майор Ернст Вінка)

(оснащений 20 × Н35, 10 × SOMUA S35, 2 × R35, 6 × Renault Char B1-біс)
- 243-тя протитанкова рота
- 243-й саперний батальйон
- 243-й батальйон зв'язку
- 243-й резервний батальйон (з січня 1944)
- 243-й батальйон забезпечення

## Командування

### Командири
- генерал-майор Герман фон Віцлебен (нім. Hermann von Witzleben) (серпень 1943 — 10 січня 1944);
- генерал-лейтенант Гайнц Гельміх (нім. Heinz Hellmich) (10 січня — 17 червня 1944), загинув у бою;
- генерал-майор Бернгард Клостеркемпер (нім. Bernhard Klosterkemper) (17 червня — 12 вересня 1944).